# Rogério Dutra Silva
Rogério Dutra Silva (São Paulo, 3 de fevereiro de 1984) é um ex-tenista profissional brasileiro destro.
Sua conquista mais importante foi nas duplas do ATP 250 do Brasil Open em 2017 ao lado da compatriota André Sá. Esse é seu primeiro e único título nível ATP. Mas, antes dessa conquista, também nas duplas, já havia sido finalista do ATP 500 de Hamburgo, em 2012.
Profissionalizou-se em 2003 e é irmão do também tenista Daniel Dutra Silva. Atualmente, ele reside em Santa Bárbara d'Oeste, no estado de São Paulo, e é treinado por Andres Schneiter e Cesar Rabelo de Oliveira.

## Biografia
Rogério começou a jogar tênis por causa do pai, Eulício Teodózio da Silva, ex-profissional. O primeiro contato do tenista com a raquete veio aos sete anos. Dois anos mais tarde vieram os primeiros torneios em São Paulo.
Somente aos 16, Rogerinho como é conhecido, começou a realmente ser treinado para se tornar um profissional. Hoje, o esforçado tenista ainda carece um pouco de físico, mas compensa com muita raça e determinação em quadra.
Deu um grande salto no ranking em 2006 quando passou a treinar em um centro específico de tênis na capital paulista. Alcançou um lugar entre os 200 melhores nesta temporada e foi destaque no Aberto de São Paulo onde perdeu na semifinal para o argentino Guillermo Cañas.
Em 2008, chegou na semifinal do Challenger de Almaty, Casaquistão. Nas duplas, venceu o Challenger de Florianópolis.
Em 2009, chegou à final do Challenger de Blumenau. Nas duplas, chegou à final de 4 Challengers.
Em 2010, conseguiu passar pelo qualifying do ATP 250 do Brasil, sendo derrotado na 1ª rodada por Nicolas Massu por 2 sets a 1. Em setembro, ganhou seu primeiro Challenger em Belo Horizonte, derrotando na final do torneio o argentino Facundo Arguello por 2 sets a 0. Em outubro, chegou à semifinal do Challenger de Quito.
Em 2011 furou o qualifying do ATP 250 do Brasil, e na primeira rodada fez partida duríssima contra Juan Ignacio Chela, nº 39 do mundo, perdendo por 2 sets a 1. Em abril, chegou à final do Challenger de Pereira, Colômbia. Em agosto, conquista o Challenger de Campos do Jordão sobre o sul-africano Izak Van der Merwe, e depois consegue participar pela primeira vez de um Grand Slam, ao furar o qualificatório do U.S.Open, chegando à segunda rodada do torneio. Nos Jogos Pan-Americanos de Guadalajara 2011, Rogério obteve a medalha de prata em simples. Também conquistou o bronze nas duplas mistas, junto com Ana Clara Duarte. Encerrou o ano de 2011 como o número 124 do mundo.
Em 2012 furou o qualifying do torneio de Roland Garros e foi eliminado na primeira rodada por John Isner. Depois, venceu o Challenger da Cidade do Panamá, e com isso entrou pela primeira vez no top100 mundial. Em julho, foi vice-campeão do ATP 500 de Hamburgo em duplas, junto com Daniel Muñoz de la Nava; na semana seguinte, foi às quartas-de-final do ATP 250 de Kitzbuhel. Em agosto, participando do US Open, venceu a primeira rodada, e na segunda, enfrentou o nº 2 do mundo, Novak Djokovic, perdendo por 3 sets a 0. Jogou ainda pela Copa Davis, contra a Rússia.
Em 2013, Rogerinho chegou na final dos Challengers de São Paulo e de Santos, e ganhou o Challenger de Itajaí. Em 06 de maio de 2013, alcançou o melhor ranking da carreira ao ser o 84° colocado do mundo. Ainda em maio, foi o único brasileiro na chave principal de simples em Roland Garros, mas acabou eliminado logo na primeira rodada ao perder para o top 40 Ernests Gulbis. No US Open, jogou contra Vasek Pospisil, então número 40 do mundo, que chegou na semifinal do Masters 1000 do Canadá do mesmo ano, e Rogerinho obteve uma grande vitória de virada após estar perdendo por 2 sets a 0. Com isso, enfrentou Rafael Nadal da Espanha na segunda rodada. Mas nem toda a garra de Rogerinho foi suficiente para
tirar mais do que três games de Nadal. Pois o canhoto espanhol, então número
2 do mundo, atingiu sua 11ª vitória consecutiva ao anotar as parciais de 6/2, 6/1 e 6/0, em partida de 1 hora e 31 minutos.
Em junho  de 2015 , Rogério foi vice campeão do Challenger de Milão na Itália .  Conseguindo furar o qualificatório em 3 jogos  perdendo apenas 1 set . Depois na chave principal ganhou do cabeça de chave número 1 e até então o número  67 do mundo o francês Benoit Paire nas quartas de final . Na final do Challenger acabou perdendo para o até então número 80 do mundo Federico Delbonis , com parciais de 1/6 , 6/7(6)
Em julho de 2015, ele conseguiu furar o qualificatório do ATP 250 de Bastad na Suécia, sem perder um set sequer nas três partidas que jogou. Com a vaga na chave principal de Bastad, Rogerinho disputou o 21º torneio de nível ATP em sua carreira. Entretanto, não conseguiu superar a estreia na chave principal de Bastad, pois sofreu virada diante do argentino Federico Del bonis, então 68º do mundo, com parciais de 1/6, 6/4 e 6/4, em 2 hora e 09 minutos de partida.
Em agosto de 2015 , ele conseguiu furar o qualificatório do ATP 250 de Kitzbuhel na Austria . Chegando a desputar o 22º torneio de nível ATP em sua carreira . Mas perdeu logo em sua estreia da chave principal  contra o colombiano Santiago Giraldo  , com parciais de 5/7 , 2/6  .
Também em agosto de 2015 , conquistou o Challenger de Praga , seu 6º titulo de nível ATP Challenger .  Rogerinho venceu um batalha de 3h07 contra o moldavo Radu Albot, 93º do mundo, por 6/2, 6/7 (7-5) e 6/4. Esta foi a 12ª final de challenger para Rogerinho, sendo a segunda na temporada depois de ter ficado com o vice no saibro italiano de Milão em maio. O paulista de 31 anos tem agora seis títulos, sendo cinco no saibro e um na quadra dura. Além disso, Rogerinho ainda ergueu o segundo troféu no exterior, depois de ter conquistado um torneio no Panamá em 2012.
Rogério Silva conseguiu mais um importante resultado em 2015 . Ele conquistou o challenger de US$ 50 mil sobre o saibro de Santiago ao superar o argentino Horacio Zeballos, canhoto e ex-top 40 do ranking, com o duro placar de 7/5, 3/6 e 7/5. E com essa conquista conseguiu recuperar o posto de número 2 do Brasil , ficando atrás apenas do Thomaz Bellucci , número 39 do ranking .
Em 2017, aos 33 anos de idade, vem conseguindo seu melhor desempenho em toda a sua carreira profissional: chegou ao top 70 de simples, ganhou 2 Challengers e conseguiu pela primeira vez vencer jogos no Australian Open e em Roland Garros (neste, derrotando o ex-n8 do mundo Mikhail Youzhny por 3 sets a 2).

## Ranking
- Atual ranking de simples: 104° (5 de março de 2018)[6][7]
- Melhor ranking de simples: 69° (10 de abril de 2017)[7]
- Atual ranking de duplas: 96°
- Melhor ranking de duplas: 90° (12 de junho de 2017)

### Evolução do ranking de simples
Posição na última semana de cada ano:
- 2002: nº 1345 do mundo
- 2003: nº 908 do mundo
- 2004: nº 794 do mundo
- 2005: nº 595 do mundo
- 2006: nº 261 do mundo
- 2007: nº 295 do mundo
- 2008: nº 251 do mundo
- 2009: nº 321 do mundo
- 2010: nº 158 do mundo
- 2011: nº 124 do mundo
- 2012: nº 128 do mundo
- 2013: nº 132 do mundo
- 2014: nº 283 do mundo

## Circuito Profissional ATP World Tour - Finais

### Duplas: 2 (1-1)
| Legenda                           |
| --------------------------------- |
| Grand Slam (0–0)                  |
| ATP World Tour Finals (0–0)       |
| ATP World Tour Masters 1000 (0–0) |
| ATP World Tour 500 (0–1)          |
| ATP World Tour 250 (1–0)          |

| Titulos por Piso |
| ---------------- |
| Duro (0–0)       |
| Saibro (1–1)     |
| Grama (0–0)      |
| Carpete (0–0)    |

| Resultado | No. | Data                | Torneio            | Piso   | Parceiro                | Adversários da Final             | Placar                |
| --------- | --- | ------------------- | ------------------ | ------ | ----------------------- | -------------------------------- | --------------------- |
| Finalista | 1.  | 22 de Julho de 2012 | Hamburgo, Alemanha | Saibro | Daniel Muñoz de la Nava | David Marrero Fernando Verdasco  | 4–6, 3–6              |
| Campeão   | 1.  | 5 de Março de 2017  | São Paulo, Brasil  | Saibro | André Sá                | Marcus Daniell Marcelo Demoliner | 7–6(7–5), 5–7, [10–7] |

## Circuito Profissional ITF Futures e ATP Challengers - Finais

### Simples: 23 (14-9)
| Legenda               |
| --------------------- |
| ATP Challengers (7-7) |
| ITF Futures (9-3)     |

| Titulos por Piso |
| ---------------- |
| Duro (2-2)       |
| Saibro (13-8)    |
| Grama (0–0)      |
| Carpete (0–0)    |

| Resultado | No. | Data                   | Torneio                           | Piso   | Oponente            | Placar                |
| --------- | --- | ---------------------- | --------------------------------- | ------ | ------------------- | --------------------- |
| Finalista | 1.  | 12 de setembro de 2005 | Brasil F10, Brasil                | Saibro | Bruno Rosa          | 6–2, 3–6, 1–6         |
| Finalista | 2.  | 10 de abril de 2006    | Itália F9, Itália                 | Saibro | Antonio Pastorino   | 7–5, 5–7, 2–6         |
| Campeão   | 1.  | 4 de junho de 2006     | Brasil F3 - Chapecó, Brasil       | Saibro | Martin Vilarrubi    | 6-2, 6-4,             |
| Campeão   | 2.  | 11 de junho de 2006    | Brasil F4 - Piracicaba, Brasil    | Saibro | Giovanni Lapentti   | 6-0, 2-6, 7-6(2)      |
| Campeão   | 3.  | 18 de junho de 2006    | Brasil F5 - Sorocaba, Brasil      | Saibro | Santiago Giraldo    | 6-4, 6-1              |
| Campeão   | 4.  | 4 de maio de 2008      | Brasil F2 - Itu, Brasil           | Saibro | André Ghem          | 7-6(4), 4-6, 6-4      |
| Campeão   | 5.  | 11 de maio de 2008     | Brasil F3 - São Roque, Brasil     | Saibro | André Miele         | 5-7, 6-2, 6-4         |
| Campeão   | 6.  | 8 de junho de 2008     | Brasil F7 - Guarulhos, Brasil     | Saibro | Daniel Dutra Silva  | 6-0, 6-1              |
| Campeão   | 7.  | 15 de junho de 2008    | Brasil F8 - Cuiabá, Brasil        | Saibro | Daniel Dutra Silva  | 6-1, 6-7(2), 6-0      |
| Finalista | 3.  | 3 de novembro de 2008  | Brasil F27, Brasil                | Saibro | Júlio Silva         | 6–7(5–7), 1–6         |
| Finalista | 4.  | 5 de outubro de 2009   | Blumenau, Brasil                  | Saibro | Marcelo Demoliner   | 1–6, 0–6              |
| Campeão   | 8.  | 25 de julho de 2010    | Brasil F16 - Jundiaí, Brasil      | Saibro | Fernando Romboli    | 6-3, 7-5              |
| Campeão   | 9.  | 29 de agosto de 2010   | Brasil F21 - Campo Grande, Brasil | Saibro | Eládio Ribeiro Neto | 6-7(9), 7-5, 4-0 Ret. |
| Campeão   | 10. | 18 de setembro de 2010 | Belo Horizonte, Brasil            | Duro   | Facundo Arguello    | 6-4, 6-2              |
| Finalista | 5.  | 10 de abril de 2011    | Pereira, Colômbia                 | Saibro | Paolo Lorenzi       | 5–7, 2–6              |
| Campeão   | 11. | 6 de agosto de 2011    | Campos do Jordão, Brasil          | Duro   | Izak Van Der Merwe  | 6-4, 6-7(5), 6-3      |
| Finalista | 6.  | 2 de outubro de 2011   | Recife, Brasil                    | Duro   | Ricardo Mello       | 6–7(5–7), 3–6         |
| Campeão   | 12. | 6 de julho de 2012     | Cidade do Panamá, Panamá          | Saibro | Peter Polansky      | 6-3, 6-0              |
| Finalista | 7.  | 6 de janeiro de 2013   | São Paulo, Brasil                 | Duro   | Horacio Zeballos    | 6–7(5–7), 2–6         |
| Campeão   | 13. | 14 de abril de 2013    | Itajaí, Brasil                    | Saibro | Jozef Kovalik       | 4-6, 6-3, 6-1         |
| Finalista | 8.  | 21 de junho de 2013    | Santos, Brasil                    | Saibro | Gastão Elias        | 6–4, 2–6, 0–6         |
| Finalista | 9.  | 22 de junho de 2015    | Milão, Itália                     | Saibro | Federico Delbonis   | 1-6, 6-7(6-8)         |
| Campeão   | 14. | 16 de agosto de 2015   | Praga, República Checa            | Saibro | Radu Albot          | 6-2, 6-7(5-7), 6-4    |
| Finalista | 10. | 13 de setembro de 2015 | Barranquilla, Colômbia            | Saibro | Borna Ćorić         | 4-6,1-6               |
| Campeão   | 15. | 25 de outubro de 2015  | Santiago, Chile                   | Saibro | Horacio Zeballos    | 7-5, 3-6, 7-5         |

## Jogos Pan-Americanos - Participações

### Jogos Pan-Americanos de 2011-Guadalajara,México
Tênis
| Atleta                                       | Evento        | 1ª fase                | 2ª fase                    | Oitavas de final           | Quartas de final                     | Semifinais                                  | Final                                                                          | Pos.   |
| Atleta                                       | Evento        | Adversário e resultado | Adversário e resultado     | Adversário e resultado     | Adversário e resultado               | Adversário e resultado                      | Adversário e resultado                                                         | Pos.   |
| -------------------------------------------- | ------------- | ---------------------- | -------------------------- | -------------------------- | ------------------------------------ | ------------------------------------------- | ------------------------------------------------------------------------------ | ------ |
| BRA Rogério Dutra Silva                      | Simples       | Bye                    | PUR A. Llompart V 6-1, 6-2 | USA G. Ouelette V 6-4, 7-5 | COL J.S. Cabal V 7-6 (13-11), 6-3    | ECU J. C. Campozano V 6-4, 6-7 (5-7), 7-5   | Disputa do Ouro: COL R. Farah D 4-6, 3-6                                       | Prata  |
| BRA Ana Clara Duarte BRA Rogério Dutra Silva | Duplas Mistas |                        |                            | Bye                        | PER B Botto PER D Beretta V 6-3, 6-4 | MEX AP de la Peña MEX S González D 5-7, 3-6 | Disputa do Bronze: VEN Adriana Pérez VEN Román Recarte V 7-6(7-4), 5-7, [11-9] | Bronze |

## Títulos mais importantes

### Duplas
- 2006 Challenger de Quito com o brasileiro Marcelo Melo
- 2008 Challenger de Florianópolis II com o brasileiro Júlio Silva
- 2010 Challenger de Campos do Jordão com o brasileiro Júlio Silva